# Gary Hines (Handballspieler)
Gary Hines (* 21. März 1984 in Atlanta, Georgia) ist ein amerikanischer Handballspieler.

## Karriere
Hines Karriere begann mit 14 Jahren in Atlanta. Er spielte zuvor Basketball und lernte Handball erst in den späteren Jahren kennen. Bevor er nach Deutschland kam, spielte er ein Jahr lang professionell Handball beim spanischen Zweitligisten Tolimar Tres de Mayo auf Teneriffa.
In Deutschland spielte er zuerst in der Bayernliga bei der DJK Waldbüttelbrunn, wo er in der Saison 2009/10 mit 300 Toren einen Ligarekord aufstellte, bevor er 2010 zum HSC Bad Neustadt in die 3. Liga wechselte. Im Sommer 2020 verließ er den HSC Bad Neustadt. Anschließend schloss er sich dem Bezirksligisten HSV Solingen-Gräfrath an. Zusätzlich übernahm Hines den Co-Trainerposten der A-Jugendmannschaft vom TSV Bayer Dormagen. Seit Dezember 2022 spielt er für die SG Langenfeld in der Regionalliga Nordrhein.

### Nationalmannschaft
Der 1,80 Meter große Außenspieler erzielte bei seinem Länderspieldebüt zwölf Treffer. Er debütierte im Jahr 2003 bei den Pan American Games. Hines stand im Aufgebot der amerikanischen Nationalmannschaft für die Weltmeisterschaft 2021. Auf Grund zahlreicher Fälle von COVID-19 im Team, zog die Auswahl ihre Teilnahme kurz vor dem Turnierstart zurück. 2022 gewann er mit dem Team die Nordamerikanische und karibische Handballmeisterschaft und qualifizierte sich damit für die Weltmeisterschaft 2023. Nach der 40:22-Niederlage im WM-Spiel gegen Kroatien wurde Hines zum Man of the Match gewählt. Im Turnier warf er neun Tore in sechs Spielen für seine Mannschaft, die das Turnier nach der Hauptrunde auf dem 20. Platz abschloss. Bei der Weltmeisterschaft 2025 warf er vier Tore in sechs Spielen und belegte mit dem Team USA den 27. Platz.
Bisher bestritt er 81 Länderspiele, in denen ihm 713 Tore gelangen.

## TV-Auftritte
Am 29. Juli 2016 war Hines Kandidat in der RTL-Show Ninja Warrior Germany, in der er sich für das Finale am 30. Juli 2016 qualifizierte, wo er ausschied. Auch im Folgejahr war er Kandidat in dieser Show und schied wiederum im Finale aus. 2018 kam er bis ins Halbfinale, 2019 nahm er erneut teil. Im Jahr 2022 nahm er an der amerikanischen Ausgabe teil.
Die Flügelsocken zusammen mit der Boxershorts im Design der Flagge der Vereinigten Staaten sind die Markenzeichen von Gary bei seinen Auftritten bei Ninja Warrior.
Am 23. April 2022 war er Kandidat in der RTL-Show Take Me Out.